# 마구마구
마구마구는 애니파크에서 제작하여 2006년 3월 9일 넷마블에서 서비스를 시작한 대한민국의 온라인 야구 게임으로, 현재 한게임에서도 서비스를 제공하고 있다. 트레이딩 카드 시스템을 활용한 치밀한 심리전과 깔끔한 캐릭터성이 특징이다. 휴대전화용 버전도 출시되어 있었으나 넷마블사가 서비스를 포기함으로써 2018년 9월 5일부터 일방적으로 서비스가 종료되었다. 그러나 마구마구 리마스터가 출시되면서 휴대폰으로 마구마구를 다시 즐길 수 있게 되었다. 또한, 2020년 3월 25일 업데이트로 마구마구 모바일 M(마구마구 2021)이 출시되었다.

2007년 대만에서 '전민타봉구 Online'(全民打棒球 Online)의 이름으로 수출되었으며, 2008년 2월 메이저 리그와의 라이센스 계약 체결로, MLB소속 선수까지 플레이가 가능하게 되었다. 2008년 7월 일본에서도 '프로야구열전 레전드나인'(プロ野球列伝 レジェンドナイン)의 이름으로 수출되었다. '프로야구열전 레전드나인'(プロ野球列伝 レジェンドナイン)은 2010년 2월 28일을 기준으로 게임서버 폐쇄 및 정식서비스가 종료된 상태이다. 2009년 제 2회 WBC 대한민국 국가대표팀의 스폰서로 참여했고, 2009년, KBO와의 네이밍 스폰서('2009 CJ마구마구 프로야구')계약을 성사시켜 이름을 올렸다. 향후 3년간(2009~2011) 년까지 한국프로야구 스폰서로 참가하게 되었고, KBO 독점 라이선스 계약을 맺은 상태이다. 2013년 진화의 시작으로 선수 그래픽 강화, 인게임 변경,
화질 대폭 강화를 했다. 2019년 9월 27일에는 마구마구 리마스터가 출시되었다. 그러나
선수 카드의 UI변경과 블랙카드와 엘리트 카드의 희소성이 매우 떨어진 것으로 논란이 많았다. 하지만 5레벨의 달성 확률 증가와 각종 아이템 지급, 엘리트, 블랙 픽업 이벤트로 유저의 관심을 끌었다.
좋은 선수: 골글 이대호, 타홀 테임즈, 타홀 김광현, 타홀 양의지, 타홀 로하스, 타홀 이정후, 타홀 최형우, 타홀 정근우, 타홀 백인천, 유격수는 아무나

## 같이 보기
- 슬러거
- 신야구
- 마구더리얼
- 마구:감독이되자
- 마구매니저
- 마구마구 LIVE